# أرفستا كيلي
أرفستا كيلي (بالإنجليزية: Arvesta Kelly)‏ مواليد 20 نوفمبر 1945 في جاكسون، هو لاعب كرة سلة أمريكي معتزل. بدأ مسيرته الاحترافية في سنة 1967. تم اختياره من قبل فريق أتلانتا هوكس خلال الدرافت. يبلغ طوله 6 قدم 2 بوصة (1.9 م). اعتزل اللعب في 1972. لعب مع كارولاينا كوغارز وانديانا بايسرز في الدوري الأمريكي لكرة السلة للمحترفين.

## روابط خارجية
- أرفستا كيلي على موقع سبورتس رفرنس (الإنجليزية)
- أرفستا كيلي على موقع ريلجم (الإنجليزية)
- أرفستا كيلي على موقع بروبوليرز (الإنجليزية)